# Hammam al-Karahila
Hammam al-Karahila (arab. حمام القراحلة) – wieś w Syrii, w muhafazie Latakia. W 2004 roku liczyła 921 mieszkańców.